# Березово-Вишневський заказник
Березово-Вишневський — ландшафтний заказник місцевого значення басейно-річкового типу.
До заказника належить долина і балкова мережа малої річки Вербова (права притока Янчула). Хоча річка пересихаюча, та по її річищу діє каскад з 25 ставків.
Площа заказника — 1076,9 га, створений у 2011 році.
Заказник зберігає низькотравні цілинні степи та слугує угіддям для коловодних птахів.

## Історія
Утворений 6 квітня 2011 року.